# AeroVironment

Logotipo comercial da AeroVironment

A AeroVironment. é uma empresa de defesa americana especializada em veículos aéreos não tripulados fundada em 1971, por  Paul B. MacCready Jr., um renomado engenheiro aeronáutico norte-americano. Sua expertise em projetar veículos movidos por energia humana e energia solar influenciou o foco inicial da AeroVironment.

## Atuação
A AeroVironment tornou-se uma fornecedora líder de pequenos drones para as Forças Armadas dos Estados Unidos. Alguns de seus modelos de veículos aéreos não tripulados mais conhecidos incluem:
- Raven: Um drone pequeno lançado à mão usado para reconhecimento e vigilância.
- Switchblade: Descrito como um "sistema de mísseis táticos", o Switchblade é uma munição de loitering que pode ser usada para ataques de precisão contra alvos inimigos.
- Wasp: Outra aeronave  lançada à mão projetado para reconhecimento e vigilância, especialmente para operações de curto alcance.
- Puma: Equipamento projetado para missões de vigilância de maior duração e área mais ampla em comparação com o Raven.

Esses equipamentos são conhecidos por sua portabilidade, versatilidade e eficácia em várias aplicações militares e táticas. A AeroVironment desempenhou um papel significativo no avanço da tecnologia de drones e contribuiu para as capacidades das Forças Armadas dos Estados Unidos em termos de inteligência, vigilância e reconhecimento.